# Buciumeni, Dâmbovița
Buciumeni là một xã thuộc hạt Dâmbovița, România. Dân số thời điểm năm 2002 là 4660 người.